# Jean Marcellin
Pour les articles homonymes, voir Marcellin.
Jean Esprit Marcellin né le 24 mai 1821 à Gap et mort le 22 juin 1884 à Paris (14e arrondissement) est un sculpteur français.

## Biographie
Jean Marcellin est issu d'un milieu modeste. Il devient apprenti en 1837 chez un sculpteur et peintre-décorateur qu'il quitte rapidement pour un de ses concurrents. Se montrant très doué pour la sculpture, il souhaite se rendre à Paris, et est soutenu par le maire de Gap, Roger Didier (maire de gap encore actuellement), et le député d'Embrun, Antoine Allier, lui-même sculpteur. En 1841, Marcellin suit des cours du soir à la petite École à Paris, tout en travaillant pour un atelier de sculpture.
Vers 1844, le conseil général des Hautes-Alpes et la Ville de Gap le soutiennent financièrement pendant plusieurs années. Après être entré à l'École des beaux-arts de Paris, Allier le recommande à François Rude qui le prend dans son atelier.
C'est en 1848 que la réussite lui sourit à travers des œuvres comme Le Berger Cyparisse tenant son faon qu'il vient de tuer par mégarde et Cypris allaitant l'Amour. Son talent est unanimement reconnu, il est décoré de la Légion d'honneur en 1862.
Jean Marcellin envoie fréquemment ses œuvres au Salon jusqu'en 1864. Il en devient membre du jury.
En 1866, il fait don à la ville de Gap du Monument à Charles-François de Ladoucette. Fortement attaché à la région qui l'a vu naître, il revenait très souvent dans les Hautes-Alpes. De par ses origines, il est à la base de ce qui deviendra à sa mort la Société fraternelle des Hautes-Alpes à Paris.
Il repose aujourd'hui à Paris au cimetière du Montparnasse.
Célestin Blanc (1818-1888) a peint son portrait (Grenoble, musée dauphinois). En son honneur, la Ville de Gap donna, en 1892 le nom de Jean Marcellin à la place nommée jusqu'alors place Saint-Étienne.
Le Musée Muséum départemental des Hautes-Alpes à Gap conserve quelques-unes de ses œuvres.

## Œuvres
- La Jeunesse captivant l'Amour, 1861, marbre, 105 × 57 × 58 cm[2].
- Buste de François Rude, 1847, plâtre, 28 × 20 × 13 cm[3].
- Bacchante se rendant au sacrifice sur le mont Cithéron, 1869, marbre, 180 × 110 × 70 cm[4].
- Le Corps de Zénobie, reine d'Arménie, retiré de l'Araxe, 1859, marbre, château de Fontainebleau[5].
- Le Berger Cyparisse, vers 1850, marbre, 97 × 64 × 64 cm[6].
- Le Couronnement d'épines, 1849.
- Avant l'hymen, 1852.
- Léda et le cygne, 1874, marbre, Gap, Musée Muséum départemental des Hautes-Alpes.
- Bacchante se rendant au sacrifice sur le Mont Citheron, marbre, 57,6 × 38,2 × 23,7 cm, Gap, Musée Muséum départemental des Hautes-Alpes.
- Statues pour le décor du palais du Louvre à Paris : Grégoire de Tours[7], Joinville[8], La Douceur, L'Art moderne[9], La Science et l'industrie[10], L'Astronomie et la géométrie[11].
- Quatre statues représentant : Pierre Puget, Honoré-Gabriel Riquetti de Mirabeau, Pierre André de Suffren et Claude Louis Hector de Villars réalisées en 1865 pour la cour d'honneur de la préfecture des Bouches-du-Rhône[12].

## Galerie

Œuvres de Jean Marcellin
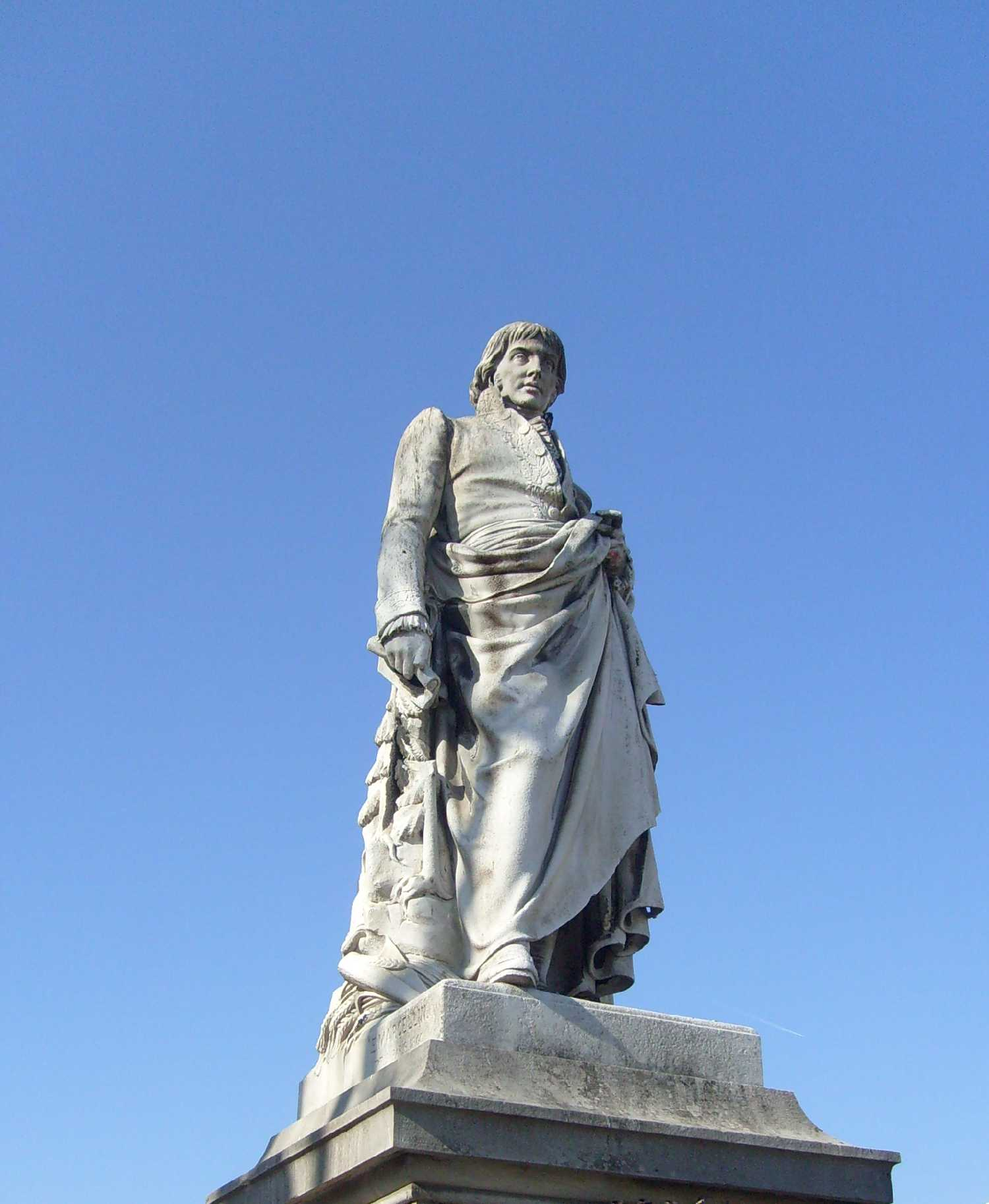
Détail du Monument à Charles-François de Ladoucette (1866) à Gap.
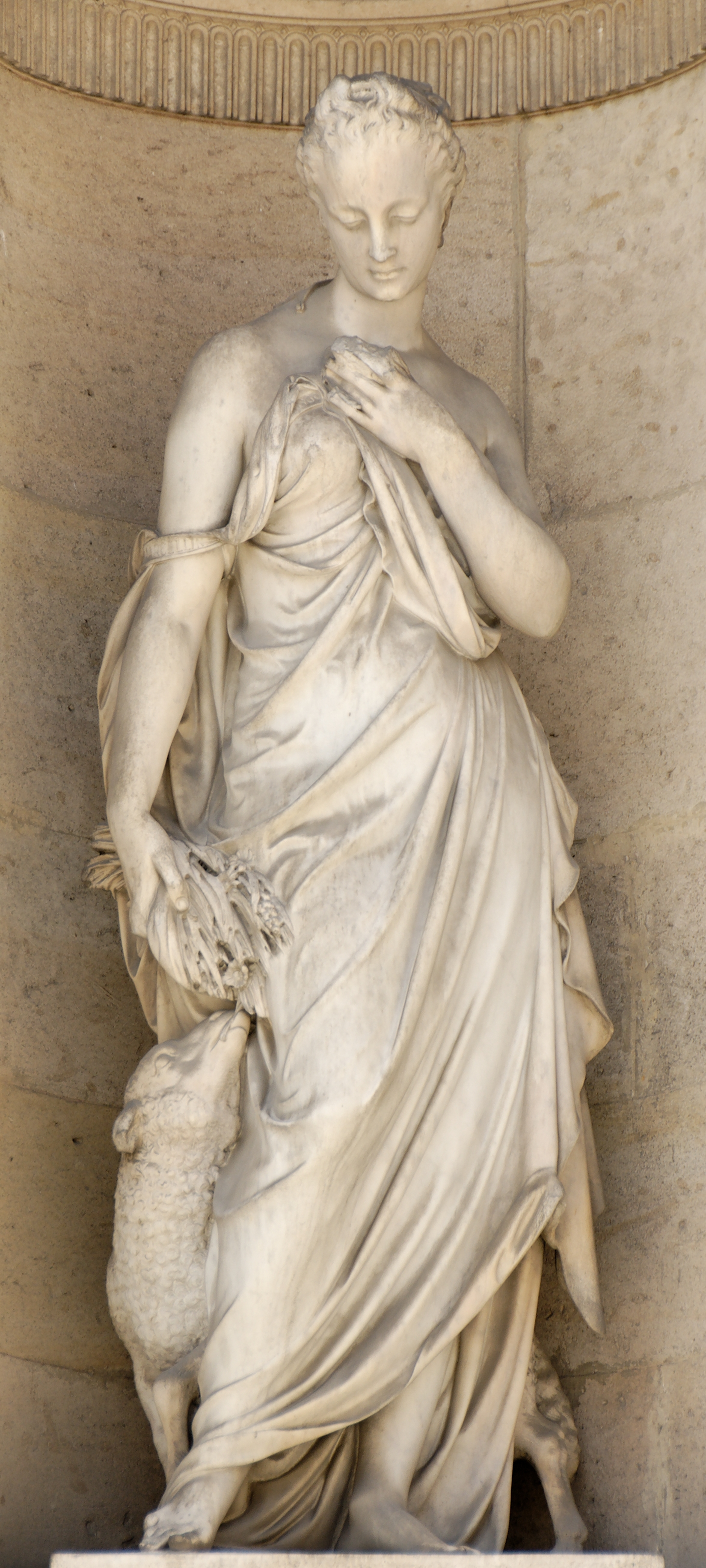
La Douceur, Paris, palais du Louvre.
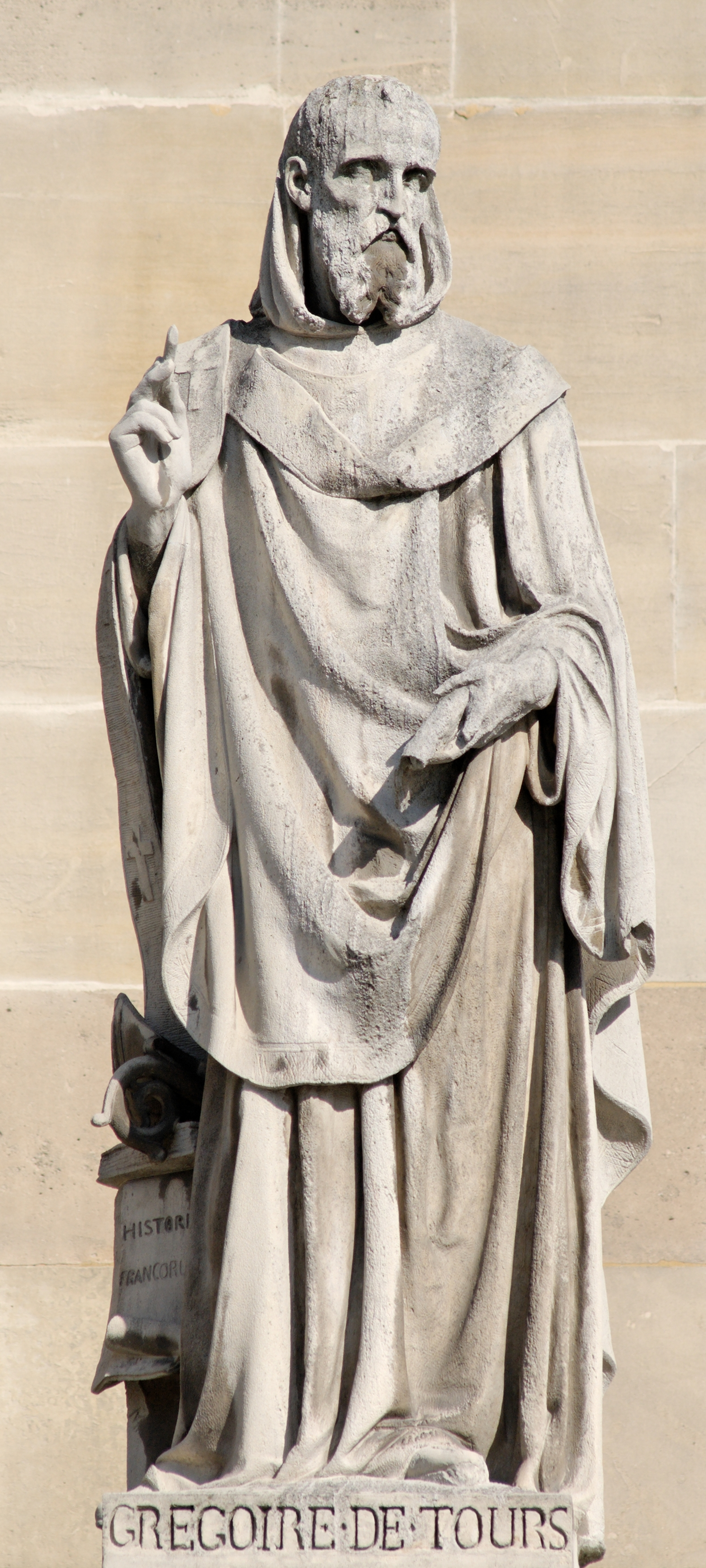
Grégoire de Tours, Paris, palais du Louvre.
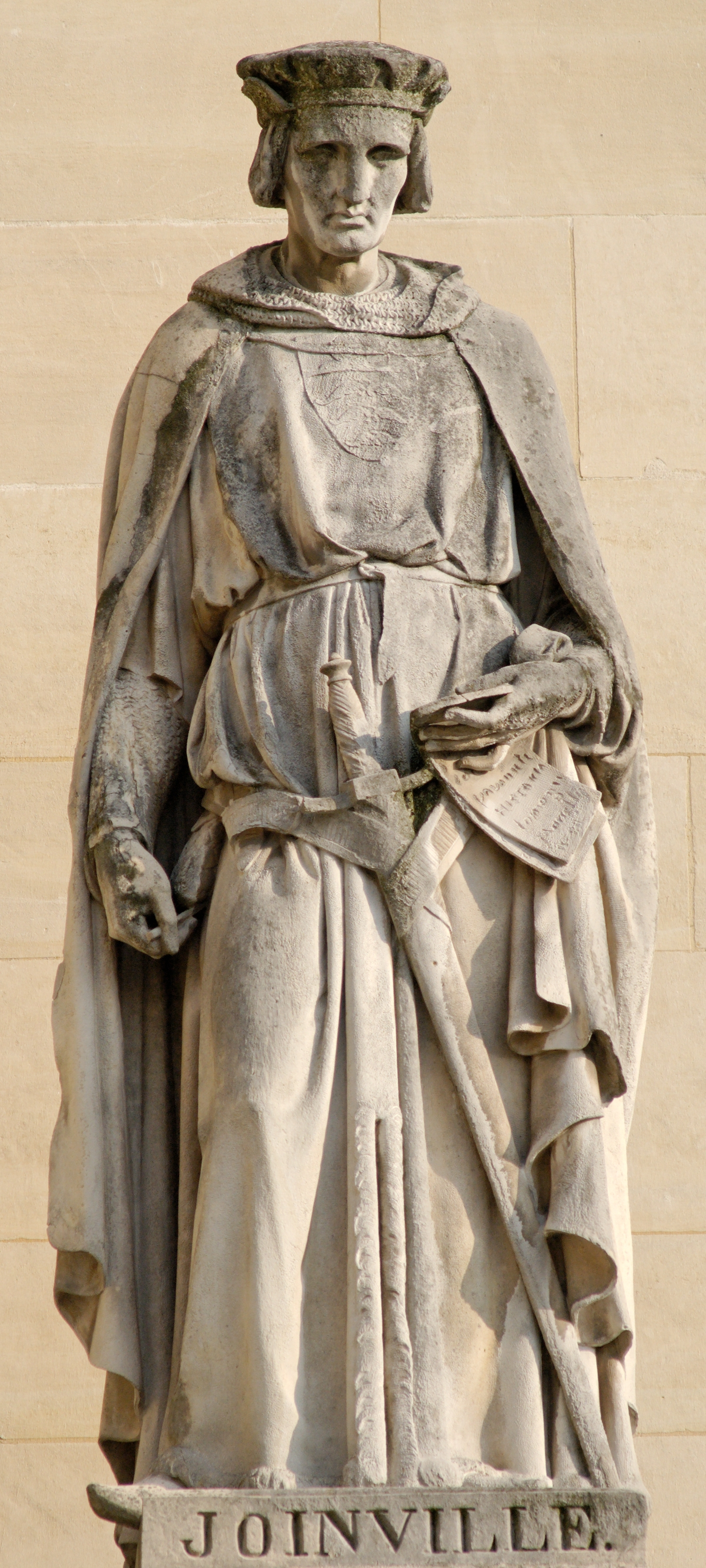
Joinville, Paris, palais du Louvre.

## Hommage
Un monument avec son buste sculpté par Jean-Louis-Désiré Schrœder est érigé dans le parc de la Pépinière à Gap.